# Somoskőújfalu
Somoskőújfalu es un pueblo ubicado en el condado de Nógrád, Hungría.

## Superficie
Posee una superficie de 10,17 kilómetros cuadrados.

## Demografía
Hasta 2021 la población era de 2105 habitantes, con una densidad de población de 206,98 habitantes por kilómetro cuadrado.